# Bunter Ameisendieb
Der Bunte Ameisendieb (Callilepis schuszteri) ist eine Spinne aus der Familie der Plattbauchspinnen (Gnaphosidae). Er ist paläarktisch verbreitet und neben dem Gewöhnlichen Ameisendieb (C. nocturna) einer von zwei in Mitteleuropa vorkommenden Ameisendieben (Callilepis). Wie die andere Art ernährt sich auch diese ausschließlich von Ameisen.

## Merkmale
Das Weibchen des Bunten Ameisendiebs erreicht eine Körperlänge von 4,7 bis 6,9 und das Männchen eine von 3,4 bis 5 Millimetern. Anderweitig ist der Sexualdimorphismus (Unterschied der Geschlechter) bei der Art nicht hoch ausgeprägt. Das Männchen unterscheidet sich vom Weibchen abgesehen von der geringer ausfallenden Endgröße vor allem durch die dunklere Färbung. Der für Ameisendiebe (Callilepis) typische Grundbau ist auch beim Bunten Ameisendieb vorhanden.
Der Carapax (Rückenschild des Prosomas, bzw. Vorderkörpers) ist von ovaler Form und länger als breit. Seine Farbgebung beläuft sich auf braun bis dunkelbraun. Darüber hinaus ist der Carapax mit kurzen weißen Setae (chitinisierten Haaren) versehen. Die Fovea (Apodem) ist rotbraun gefärbt und stachelförmig. Die von ihr ausgehenden zervikalen und radialen Furchen auf dem Carapax sind deutlich ausgeprägt. Die axtförmigen Cheliceren (Kieferklauen) haben eine dunkelbraune Färbung und keinerlei Buckel. Auf der retromarginalen (innen rückseitigen) Fläche der Cheliceren befindet sich  je ein Kiel. Das schwarzbraune Sternum (Brustschild des Prosomas) erscheint herzförmig. Die Beine weisen eine dunkelbraune Farbgebung auf. Jedoch ist der Bereich hinter den Patellae (Glieder zwischen den Femora, bzw. Schenkeln und den Tibien, bzw. Schienen) gelblichbraun gefärbt und die Spitze der Beine fällt noch heller aus.
Auch das Opisthosoma (Hinterleib) ist wie der Carapax länger als breit, im Gegensatz zu diesem jedoch elliptisch geformt. Es ist schwarzbraun oder graubraun gefärbt. Auf dorsaler (oberhalb gelegener) Fläche des Opisthosomas eine anterior (vorne) ein graugelbes Quermuster, graugelbem Quermuster, median (mittel) eine paarartig angelegte weiße Musterung und posterior (hinten) ein weißes Quermuster. Dadurch erscheinen diese Musterungen als helle Querbinde und vier ebenso helle Flecken. Von den schwarz gefärbten Spinnwarzen sind die anterioren dicker und länger als posterioren. Beim Männchen befindet sich auf dem Opisthosoma ein Scutum (sklerotisierter, bzw. verhärteter Bereich).

### Genitalmorphologische Merkmale
Ein einzelner Bulbus (männliches Geschlechtsorgan) wird innerhalb der Gattung der Ameisendiebe (Callilepis) durch seinen hervorstehenden Aufbau charakterisiert. Der Embolus (letztes Sklerit des Bulbus) ist schlank und lang gebaut. Der Konduktor (Leiter) ist vergleichsweise groß und hat eine gebogene Spitze.
Die Epigyne (weibliches Geschlechtsorgan) ist sklerotisiert und hat lateral (seitlich) ein Paar gebogener Ränder. Der vordere (anteriore) Rand der Epigyne ist mittig unterbrochen.

### Differenzierung zum Gewöhnlichen Ameisendieb

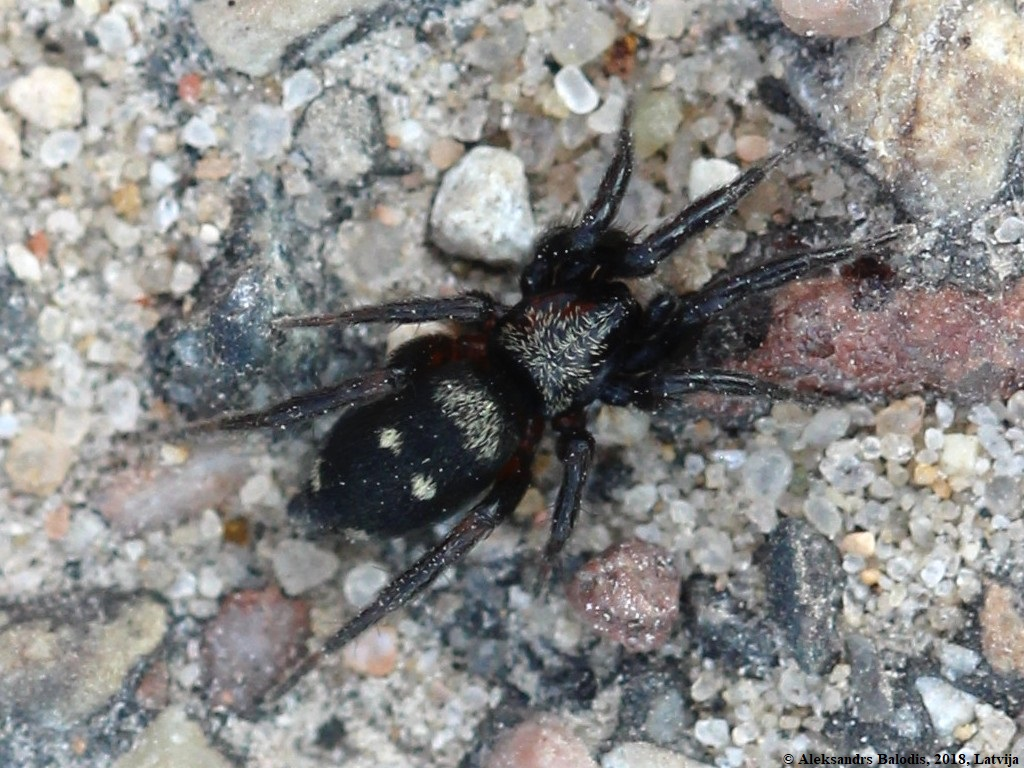
Weibchen des Gewöhnlichen Ameisendiebs (C. schuszteri)

Der Bunte Ameisendieb kann leicht mit dem sehr ähnlichen Gewöhnlichen Ameisendieb (C. schuszteri) verwechselt werden, der mit dem Bunten Ameisendieb gemeinsam angetroffen werden kann. Der sicherste Weg zur Unterscheidung beider Arten ist die Untersuchung der Epigyne, die beim Weibchen des Gewöhnlichen Ameisendiebs anders als bei der anderen Art nicht unterbrochen ist. Außerdem entspringt beim Männchen des Gewöhnlichen Ameisendiebs der in der Mitte der tegulären (rückseitige) bis retrolateralen (seitlich rückliegende) Fläche und geht zur prolateralen (seitlich vorgelegten) über, bis er nahe dem Leiter und dessen Sporn endet.

## Verbreitung und Lebensräume
Das Verbreitungsgebiets des Bunten Ameisendiebs erstreckt sich über Europa, Kaukasien, Russland (europäischer bis fernöstlicher Teil), China, Korea und Japan. In Europa selber ist die Art unter anderem in den Festlandsteilen Portugals und Frankreichs sowie Italiens nachgewiesen. Darüber hinaus ist der Bunte Ameisendieb in den Ländern Deutschland, der Schweiz, Österreich, Tschechien, der Slowakei, Ungarn, Slowenien, Kroatien, Albanien, Griechenland, Nordmazedonien, Bulgarien, Rumänien, der Ukraine und in Aserbaidschan vorkommend. In Deutschland selber ist die Art bislang nur im südwestlichen Teil des Landes nachgewiesen.

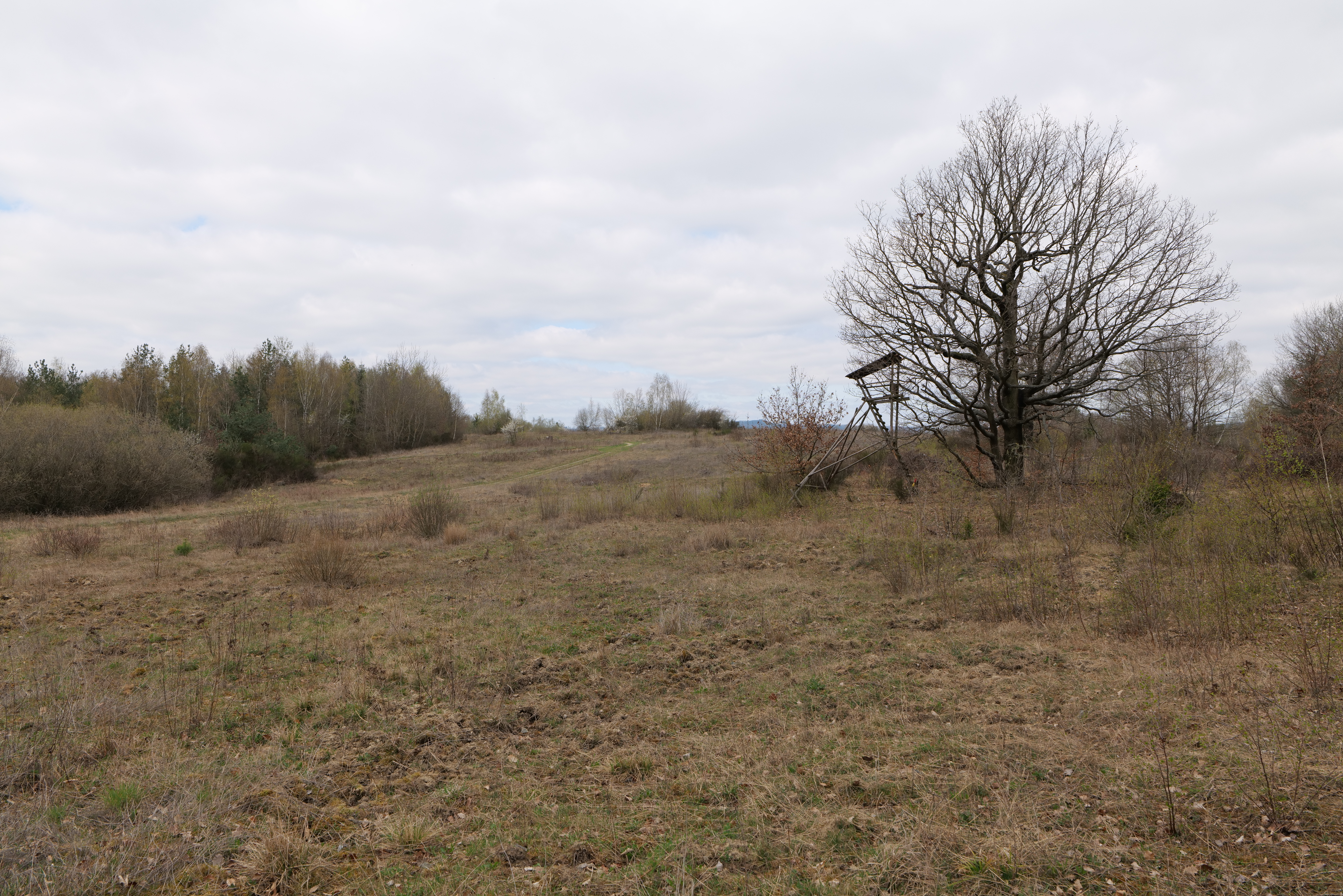
Trockenrasen im FFH-Gebiet Eichkopf bei Ober-Mörlen in Hessen, eines der Habitate des Bunten Ameisendiebs.

Der Bunte Ameisendieb ist eine xerothermophile (trockene, warme Areale bevorzugende) Art und nimmt als Habitate (Lebensräume) trockene und sonnenexponierte Gebiete, wie  Felssteppen und Trockenrasen an. Auch in der Streuschicht oder auf dem Bodengrund in gebirgigen Regionen wurde die Art nachgewiesen.

## Lebensweise und Phänologie
Die Biologie des Bunten Ameisendieb ist im Gegensatz zu der des Gewöhnlichen Ameisendiebs (Callilepis nocturna) kaum erforscht. Es ist lediglich bekannt, dass der Bunte Ameisendieb wie die andere Art tagaktiv ist und als Nahrungsspezialist Ameisen erbeutet. Die Phänologie (Aktivitätszeit) beläuft sich bei ausgewachsenen Individuen beider Geschlechter auf den Zeitraum zwischen Mai und August.

## Systematik
Die klassische Systematik befasst sich im Bereich der Biologie sowohl mit der taxonomischen (systematischen) Einteilung als auch mit der Bestimmung und mit der Nomenklatur (Disziplin der wissenschaftlichen Benennung) von Lebewesen und somit auch denen des Bunten Ameisendiebs.

### Beschreibungsgeschichte und Nomenklatur
Bei der 1879 seitens Ottó Herman stattgefundenen Erstbeschreibung wurde die Art in die Gattung der Echten Plattbauchspinnen (Gnaphosa) eingeordnet und erhielt die Bezeichnung G. schuzsteri. Mit dem Artnamen schuzsteri soll der ungarische Sammler Károly Schuszter geehrt werden. Bereits 1897 wurde der Bunte Ameisendieb unter Cornelius Chyzer und Władysław Kulczyński in die Gattung der Ameisendiebe (Callilepis) umgegliedert und erhielt seine seitdem durchgehende Bezeichnung C. schuszteri.

### Innere Systematik
Der Bunte Ameisendieb lässt sich mit zehn anderen in der Holarktis verbreiteten Arten der Ameisendiebe (Callilepis) in zwei Artengruppen unterteilen. Die eine Gruppe ist nach dem Bunten Ameisendieb benannt und setzt sich neben diesem aus den Arten C. eremella, C. gertschi, C. gosoga und C. mumai zusammen. Die andere Gruppe ist die des Gewöhnlichen Ameisendiebs (C. nocturna) und enthält neben diesem die Arten C. chisos, C. concolor, C. imbecilla und C. pluto. Bei diesen Arten ist die Zinke des Konduktors proximal (zur Körpermitte gelegen) verlängert, während bei denen der anderen Gruppe diese Zinke kürzer oder gänzlich absent sowie die Spitze des Konduktors gefaltet ist. Folgendes Kladogramm verdeutlicht die verwandtschaftliche Stellung der Arten innerhalb der Gruppe zueinander:
|  | C. gertschi |
|  |             |
|  | C. gosoga   |
|  |             |

|  | \| \| C. mumai \| \| \| \| \| \| Bunter Ameisendieb \| \| \| \| |
|  |                                                                 |
|  | C. eremella                                                     |
|  |                                                                 |
|  | C. mumai                                                        |
|  |                                                                 |
|  | Bunter Ameisendieb                                              |
|  |                                                                 |

|  | C. mumai           |
|  |                    |
|  | Bunter Ameisendieb |
|  |                    |

|  | C. gertschi |
|  |             |
|  | C. gosoga   |
|  |             |

|  | \| \| C. mumai \| \| \| \| \| \| Bunter Ameisendieb \| \| \| \| |
|  |                                                                 |
|  | C. eremella                                                     |
|  |                                                                 |
|  | C. mumai                                                        |
|  |                                                                 |
|  | Bunter Ameisendieb                                              |
|  |                                                                 |

|  | C. mumai           |
|  |                    |
|  | Bunter Ameisendieb |
|  |                    |

|  | C. gertschi |
|  |             |
|  | C. gosoga   |
|  |             |

|  | \| \| C. mumai \| \| \| \| \| \| Bunter Ameisendieb \| \| \| \| |
|  |                                                                 |
|  | C. eremella                                                     |
|  |                                                                 |
|  | C. mumai                                                        |
|  |                                                                 |
|  | Bunter Ameisendieb                                              |
|  |                                                                 |

|  | C. mumai           |
|  |                    |
|  | Bunter Ameisendieb |
|  |                    |

|  | C. gertschi |
|  |             |
|  | C. gosoga   |
|  |             |

|  | \| \| C. mumai \| \| \| \| \| \| Bunter Ameisendieb \| \| \| \| |
|  |                                                                 |
|  | C. eremella                                                     |
|  |                                                                 |
|  | C. mumai                                                        |
|  |                                                                 |
|  | Bunter Ameisendieb                                              |
|  |                                                                 |

|  | C. mumai           |
|  |                    |
|  | Bunter Ameisendieb |
|  |                    |

## Gefährdung
Die Bestandsbedrohungen des Bunten Ameisendiebs fallen je nach Land und geographischem Gebiet unterschiedlich aus. Allgemein ist die Art jedoch selten anzutreffen.
In Südosteuropa ist der sehr wärmebedürftige Bunte Ameisendieb beispielsweise vergleichsweise häufig vorkommend. In der Roten Liste gefährdeter Arten Tiere, Pflanzen und Pilze Deutschlands bzw. der Roten Liste und Gesamtartenliste der Spinnen Deutschlands (2016) wird die Art in der Kategorie 3 („gefährdet“) erfasst, da die Art in Deutschland als selten gilt. Langfristig gelten die Bestände in Deutschland als mäßig zurückgehend, während sie für kurzfristige Analysen keine ausreichenden Daten zur Verfügung stehen. Im Gegensatz zur vorherigen Roten Liste (1996), in der die Art noch in die Kategorie 2 („stark gefährdet“) eingestuft wurde, ließ sich jedoch eine Verbesserung der Gesamtsituation im Bezug auf die Gefährdung des Bunten Ameisendiebs in Deutschland vermerken.
In der Roten Liste der Spinnen Kärntens (1999) wird die Art in der Vorwarnliste geführt, während sie in der Roten Liste der Spinnen Tschechiens (2015) nach IUCN-Maßstab in der Kategorie VU („Vulnerable“) erfasst wird.